# Camden (Missouri)
Camden és una població dels Estats Units a l'estat de Missouri. Segons el cens del 2000 tenia 209 habitants.

## Demografia
Segons el cens del 2000, Camden tenia 209 habitants, 84 habitatges, i 57 famílies. La densitat de població era de 107,6 habitants per km².
Dels 84 habitatges en un 38,1% hi vivien nens de menys de 18 anys, en un 60,7% hi vivien parelles casades, en un 4,8% dones solteres, i en un 32,1% no eren unitats familiars. En el 28,6% dels habitatges hi vivien persones soles el 19% de les quals corresponia a persones de 65 anys o més que vivien soles. El nombre mitjà de persones vivint en cada habitatge era de 2,49 i el nombre mitjà de persones que vivien en cada família era de 3,05.
Per edats la població es repartia de la següent manera: un 26,3% tenia menys de 18 anys, un 7,7% entre 18 i 24, un 29,2% entre 25 i 44, un 20,6% de 45 a 60 i un 16,3% 65 anys o més.
L'edat mediana era de 39 anys. Per cada 100 dones de 18 o més anys hi havia 94,9 homes.
La renda mediana per habitatge era de 25.833 $ i la renda mediana per família de 27.813 $. Els homes tenien una renda mediana de 27.188 $ mentre que les dones 18.000 $. La renda per capita de la població era de 13.194 $. Entorn del 3,5% de les famílies i el 9,8% de la població estaven per davall del llindar de pobresa.

## Poblacions més properes
El següent diagrama mostra les poblacions més properes.